# 頭師孝雄
頭師 孝雄（ずし たかお、1946年6月25日 - 2005年4月1日）は、日本の俳優。本名は同じ。
大阪府大阪市西成区出身。明星高校卒業。本間事務所に所属していた。
俳優の頭師佳孝は実弟である。

## 来歴・人物
5人兄弟の三男として生まれる。長男を除いた4人が子役となったが、次男の正明と四男の満はそれぞれ高校、中学で俳優業を辞め、最終的に俳優を続けたのは孝雄と末弟の佳孝の2人となった。1956年（昭和31年）、小学校4年の時に宝塚映画『鞍馬天狗・御用盗異変』でデビュー。1958年（昭和33年）の映画『暖簾』の演技で森繁久彌に認められる。1965年（昭和40年）に高校を卒業。1958年（昭和33年）より宝塚映画専属だったが、1967年（昭和42年）にフリーとなる。以後、名脇役として多数のドラマ、映画に出演した。
2005年（平成17年）4月1日、膵臓癌のため都内の病院で死去。58歳没。
特技は乗馬、剣道。

## 出演

### 映画

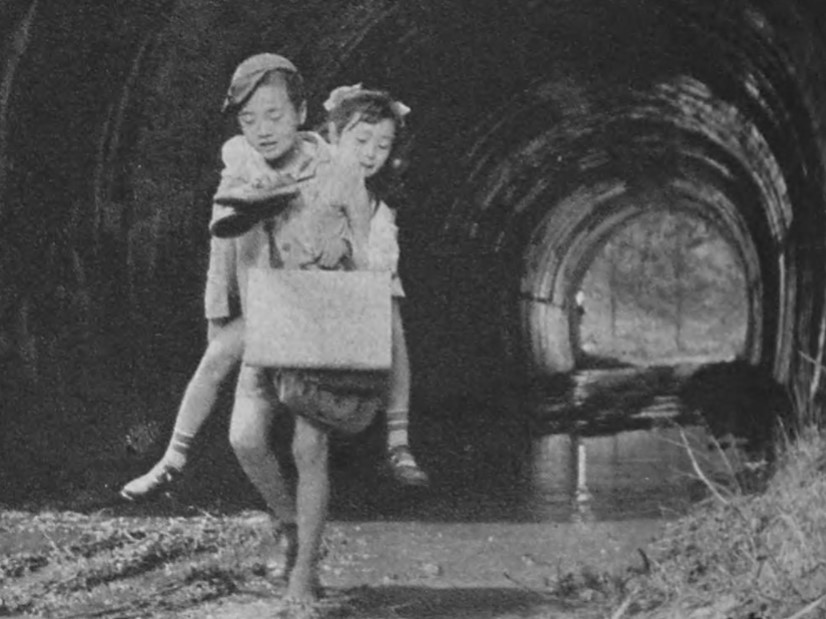
『つづり方兄妹』（1958年）

- 草笛の丘（1958年2月11日、宝塚映画）
- 暖簾（1958年6月15日、宝塚映画）
- つづり方兄妹（1958年8月23日、東京映画）
- 野良猫（1958年 東宝配給、宝塚映画作品）
- 爆笑嬢はん日記（1960年4月10日、宝塚映画）
- 接吻泥棒（1960年6月26日、東宝）
- われらサラリーマン（1963年11月24日、宝塚映画）
- 大菩薩峠（1966年2月25日、宝塚映画）
- 空想天国（1968年8月14日、東宝 / 渡辺プロ）
- 燃えろ!青春（1968年12月19日、東宝）
- コント55号 宇宙大冒険（1969年12月20日、東宝）
- バツグン女子高校生 16才は感じちゃう（1970年8月14日、東宝）
- バツグン女子高校生 そっとしといて16才（1970年11月14日、東宝）
- 喜劇 ソレが男の生きる道（1970年11月22日、東宝）
- 恋人って呼ばせて（1971年6月5日、東宝）
- 王将（1973年5月19日、東宝）
- 女房を早死にさせる方法（1974年6月1日、東京映画）
- 沖田総司（1974年11月2日、東宝）
- 悪魔の手毬唄（1977年4月2日、東宝）
- ハイティーン・ブギ（1982年8月7日、東宝）
- 細雪（1983年5月21日、東宝）
- おはん（1984年10月6日、東宝）
- 乱（1985年6月1日、東宝）
- 敦煌（1988年6月25日、東宝）
- おろしや国酔夢譚（1992年6月25日、東宝） - 幕府の使者
- まあだだよ（1993年4月17日、東宝） - 北村
- 国会へ行こう!（1993年5月1日、東宝） - 伊藤一
- 雨あがる（2000年1月22日、東宝） - 鋳掛け屋

### テレビドラマ
- 京阪テレビ・カー / 泣きべそ天使（1958年、ABC）
- こども映画劇場 / ピカ助とりもの帳（1959年、KTV）
- 愛の劇場 / はとぶえ（1960年、NTV）
- 紫頭巾（1961年、KTV / 宝塚映画製作所）
- ポーラ名作劇場 / たんばさん（1963年、NET）
- NHK劇場（NHK）
  - ママの匙加減（1963年）
  - ママの救急箱（1964年）
- とってもシアワセ（1966年、TBS）
- 遊撃戦（1966年 - 1967年、NTV）
- 太陽野郎（1967年 - 1968年、NTV）
- でっかい青春 第31話「おふくろの味は苦い味」（1968年、NTV / 東宝）※実弟・頭師佳孝と兄弟役で共演
- 東京バイパス指令 第2話「おとし穴」（1968年、NTV / 東宝）
- おやじとオレと（1969年、NTV）
- 銀河ドラマ / 混戦模様（1969年、NHK）
- お嫁さん 第7シリーズ（1969年 - 1970年、CX）- 今村清二
- 木下恵介・人間の歌シリーズ / 俄 浪華遊侠伝（1970年、TBS）
- プレイガール （12ch / 東映）
  - 第119話「恐怖の来訪者」（1971年） - 次郎
  - 第246話「スター歌手殺人事件」（1973年） - 徳光
- 大河ドラマ（NHK）
  - 春の坂道（1971年） - 村田弥五
  - 峠の群像（1982年）
  - 独眼竜政宗（1987年） - 箕輪玄蕃
  - 翔ぶが如く 第9話 - 第29話（1990年） - 直兵衛
  - 徳川慶喜（1998年） - 鈴木石見守
  - 元禄繚乱（1999年） - 鷹司兼煕
- 特別機動捜査隊（NET / 東映）
  - 第527話「焼死体と五人の女」（1971年） - 相田
  - 第551話「群衆の中のひとり」（1972年） - 雅也
- 一心太助 第19話「昔より女ならでは」（1972年、CX / 国際放映） - 文三
- 太陽にほえろ!（NTV / 東宝）
  - 第128話「夢見る人形たち」（1974年） - 加藤直樹
  - 第174話「星の神話」（1975年） - 相川
  - 第377話「秋深く」（1979年） - 深沢
  - 第423話「心優しき戦士たち」（1980年） - 守田マネージャー
  - 第510話「ラガーの大追跡」（1982年） - 黒崎社長
- 日本沈没 第6話「悲しみに哭く大地」（1974年、TBS / 東宝映像） - 佐々木一彦
- 大江戸捜査網（12ch / 三船プロ
  - 第119話「大江戸残酷秘話」（1973年） - 己之吉
  - 第159話「喧嘩三味線うすなさけ」（1974年） - 橘屋幸吉
- 刑事くん 第2部 第46話「泣いて笑って･･･」（1974年、TBS）
- 金曜時代劇→水曜時代劇→金曜時代劇（NHK）
  - ふりむくな鶴吉 第18話「田舎侍」（1975年）
  - 新・なにわの源蔵事件帳 第13話「夏を欺く男」（1984年）
  - 腕におぼえあり 第2シリーズ 第2話「番場町別宅」（1992年、NHK） - 菱屋忠兵衛
  - しくじり鏡三郎（1999年）
- 破れ傘刀舟悪人狩り（NET / 三船プロ）
  - 第32話「旗本雷馬族」（1975年） - 須山辰三郎
  - 第69話「地獄の女郎花（おみなえし）」（1976年） - 塚原伊十郎
- 必殺必中仕事屋稼業 第14話「招かれて勝負」（1975年、ABC / 松竹） - 三次郎
- 俺たちの勲章 第15話「孤独な殺し屋」（1975年、NTV / 東宝） - 奄美の刑事
- なかよしチャッピー（1975年、NHK）
- Gメンシリーズ（TBS / 東映→近藤照男プロ）
  - Gメン'75
    - 第31話「男と女のいる特急便」（1975年） - 加納周一
    - 第110話「警視庁宮ノ森交番のトリック」（1977年） - 松坂淳一（巡査）
    - 第172話「大空のギャング」、第173話「大空からの脱出」（1978年） - 若尾機長
    - 第189話「危機一髪! お年玉爆弾カメラ」（1979年） - 爆弾カメラを買った男
    - 第275話「警官の妻たちの連続殺人」（1980年） - 福井孝（巡査）
    - 第314話「赤いレインコートの暗殺者」（1981年） - 秋山警部
    - 第335話「女刑事に恐怖が這いよる時」（1981年） - 赤崎

  - Gメン'82
    - 第5話「私は殺される!」（1982年） - 山崎邦彦
    - 第17話「サヨナラGメン'82」（1983年） - 医師 ※弟の佳孝と共にゲスト出演
- 夫婦旅日記 さらば浪人 第4話「恋しのぶ宿」（1976年、CX / 勝プロ）
- ベルサイユのトラック姐ちゃん 第5話「ベルトラ姐ちゃん大奮闘!」（1976年、NET / 東映） - 寺内
- 宇宙鉄人キョーダイン 第13話「どうして?! ダダ星人は団地がお好き」（1976年、MBS / 東映） - 林田一郎
- 特捜最前線（ANB / 東映）
  - 第11話「傷だらけの兄弟愛」（1977年）
  - 第163話「ああ三河島・幻の鯉のぼり!」（1980年） - 戸部
  - 第436話「殺人警官・44000人の容疑者!」（1985年） - 村上
  - 第500話「退職刑事船村・鬼」、第501話「退職刑事船村II・仏」（1987年） - 疋田刑事係長（新宿中署）
- 土曜ワイド劇場（ANB）
  - 東京空港殺人事件（1977年）
  - 涙・じっと見ている目（1977年）
  - 牟田刑事官事件ファイル 第1作「事件の眼 信濃路にいた女」（1983年10月15日） - 戸田卓三
  - 窓の中の殺人 離婚した女 嫌いな前夫が私を犯す…（1983年、国際放映）
  - 密会の宿 第3作「湯けむり旅館連続殺人 喪服の男と仮面の美女が…」（1987年）
  - 松本清張作家活動40年記念・霧の旗（1991年、東映） - 奥村
  - タクシードライバーの推理日誌 第1作「殺人化粧の女」（1992年） - 大場真一郎
  - 駅弁探偵殺人事件 第2作「お立ち台ギャルとブルセラ女子高生の秘密」（1995年） - 川北秘書
  - 事件 第6作「金属バットで夫を殺した女!!」（1998年） - 宮本
  - 京都の芸者弁護士 第3作「三方五湖・悪魔の逆転殺人!」（1999年） - 藤沢幸次郎
  - 鉄道捜査官 第1作「東北新幹線やまびこ、トンネル殺人7分の罠」（2000年） - 渡辺泰之
- うどん一代（1977年、YTV）
- 土曜ドラマ（NHK）
  - 松本清張シリーズ・棲息分布（1977年） - 森田
  - 松本清張シリーズ・波の塔（1983年）
- 大追跡 第18話「レディー・キラー」（1978年、NTV / 東宝） - 大塚
- ドラマ人間模様 / 事件（1978年、NHK）
- 新五捕物帳 第27話「愛の調べに架ける虹」（1978年、NTV / ユニオン映画） - 友吉
- ザ・スーパーガール 第14話「白昼の悪夢 レイプされた人妻は?」（1979年、12ch / 東映）
- お昼のテレビ小説 / 芳べえ物語（1979年、CX）
- 西遊記 パート2 第23話「妖術 石仏になった三蔵一行」（1979年、NTV / 国際放映）
- 桃太郎侍 第162話「顔に傷のある女」（1979年、NTV / 東映） - 佐吉
- 俺はあばれはっちゃく（1979年 - 1980年、ANB / 国際放映）
- ミラクルガール 第11話「復讐は女の匂い」（1980年、12ch / 東映） - 和久
- 銀河テレビ小説（NHK）
  - 現代夫婦考（1981年）
  - 総務部総務課山口六平太 第15話（1988年） - 角野課長
- 斬り捨て御免! 第2シリーズ 第6話「奈落に舞うはぐれ蝶」（1981年、12ch） - 佐吉
- 秘密のデカちゃん（1981年、TBS / 大映テレビ）
- 宇宙刑事ギャバン 第26話「人形は見た!! 毒ガス殺人部隊の正体」（1982年、ANB / 東映） - 一宮教授（ガスダブラー人間態）
- はらぺこ同志（1982年、TBS）
- 土曜グランド劇場（NTV）
  - あんちゃん（1982年）
  - 事件記者チャボ! 第10話「チャボに恋したイジワル婆ちゃん」（1984年、ユニオン映画） - 畑中一郎
- 年下のひと（1983年、THK）
- 水戸黄門（TBS / C.A.L）
  - 第13部 第17話「出雲の和紙の縁結び -大社-」（1983年2月7日） - 常吉
  - 第19部 第10話「助さんの代理亭主 -本庄-」（1989年11月27日） - 佐平
  - 第22部 第26話「誘拐された黄門さま -豊岡-」（1993年11月8日） - 伝吉 ※弟の頭師佳孝と共にゲスト出演
  - 第23部 第22話「白いお髭の意地比べ -萩-」（1995年1月9日） - 周防屋源兵衛
  - 第24部 第6話「お髭を染めた黄門さま -大坂-」（1995年10月23日） - 多兵衛
  - 第25部 第36話「狙われた放蕩息子 -新庄-」（1997年9月1日） - 新田屋加治郎
  - 第28部 第5話「母子涙の大井川 -島田-」（2000年4月10日） - 駿州屋茂平
  - 第31部 第4話「お娟にぞっこん! 親父と息子 -掛川-」（2002年11月14日） - 作造
  - 第32部 第9話「助さんの相棒は娘スリ -輪島-」（2003年10月13日） - 源蔵
  - 第33部 第9話「痛快!チビッコの悪退治 -高知-」（2004年6月14日） - 浦谷茂臓
- 残照の中から（1983年4月3日、NHK）
- 眠狂四郎無頼控 第22話「明日に別れの円月斬り」（1983年、TX） - 近江屋与吉
- 星雲仮面マシンマン 第2話「涙は虹色のダイヤ」（1984年、NTV / 東映） - ハンマー男の人間体&声
- 大奥 第49話「江戸城のおさな妻」（1984年） - 水野忠精
- 人妻捜査官 第1話「疑惑!?離婚男女の専用バー」（1984年、ABC / テレパック）
- 木曜劇場 / オレゴンから愛（1984年、CX）
- 昨日、悲別で (1984年、NTV) 第8回
- 電撃戦隊チェンジマン 第13話「地球を売るパパ」、第14話「攻撃! 巨大トカゲ」（1985年、ANB / 東映） - 熊沢博士
- 金曜女のドラマスペシャル / 松本清張の黒い画集・紐（1985年、CX / 大映テレビ）
- 私鉄沿線97分署 第75話「ノゾキ魔より愛をこめて!?」（1986年、ANB / 国際放映） - 桂大吉
- 月曜ドラマランド / ボクの婚約者（1986年、CX / アズバーズ）
- 誇りの報酬 第20話「いざとなったら辞表を胸に」（1986年、NTV / 東宝） - 松井弁護士
- ザ・ハングマンV 第9話「金塊に化けたヘソクリ200億を追え!」（1986年、ABC / 松竹） - 中野
- 長七郎江戸日記 第94話「古傷」（1986年、日本テレビ） - 阿波屋十兵衛
- あぶない刑事 第35話「錯覚」（1987年、NTV / セントラル・アーツ） - 佐賀明※実弟・佳孝と兄弟役での出演
- 大都会25時 第11話「火遊びのツケ! ラブホテルから消えた女」（1987年、ANB / 東映）
- NEWジャングル 第5話「幸福」（1988年、NTV / 東宝） - 相田タケジ
- 3年B組金八先生（TBS）
  - 第3シリーズ（1988年）
  - 第6シリーズ（2001年）
- はぐれ刑事純情派（ANB / 東映）
  - 第1シリーズ 第14話「女装で殺されたエリート」（1988年） - 尾高秀昭
  - 第2シリーズ 第5話「安浦刑事老警察犬を特訓す」（1989年） - 前田社長
  - 第9シリーズ 第1話「安浦刑事 拳銃を撃つ!?」（1996年）
  - 第10シリーズ 第9話「社宅夫人の闘い! 競馬予想の女」（1997年）
  - 第12シリーズ（1999年） - 前田利男 役
- 名奉行 遠山の金さん（ANB / 東映）
  - 第1シリーズ 第23話「これにて一件落着」（1988年） - 反吉
  - 第4シリーズ 第17話「大金を猫ばばした母と娘」（1992年） - 蓑助
  - 第6シリーズ 第16話「女金貸しの仇討ち」（1994年） - 益田屋利兵衛
- 代議士の妻たち （1988年、TBS） - 沢田
- 連続アクチュアルドラマ 部長刑事 第1614回「長い悪夢の日」 （1989年、ABC）
- ザ・刑事 第12話「「ビデオカメラが覗いた完全犯罪」（1990年、ANB / 東宝） - 滝口みのる
- おやじのヒゲ8 「女湯を覗いたのは誰？」（1990年、TBS） - 桑島
- 白い巨塔（1990年、ANB）
- 火曜サスペンス劇場（NTV）
  - 松本清張スペシャル・危険な斜面（1990年、松竹） - 秘書室長
  - 女弁護士・高林鮎子 第10作「博多-札幌殺人ルート」（1992年、東映） - 北沢雄一
  - 松本清張スペシャル・喪失の儀礼（1994年、松竹） - 香原順治郎
  - 女監察医・室生亜季子 第21作「身元不明」（1997年、東映） - 古田理事長
- 月影兵庫あばれ旅 第2シリーズ 第8話「その手は桑名の大捕物!」（1990年、TX / 松竹） - 戸波屋新右衛門
- 12時間超ワイドドラマ / 次郎長三国志（1991年、TX / 松竹） - 法院大五郎
- また又・三匹が斬る! 第7話「妖怪見たか？丑の刻参りの女」（1991年、ANB） - 青山播磨
- 銭形平次（CX） ※北大路欣也版
  - 第1シリーズ 第17話「二度消えた千両箱」（1991年） - 源助
  - 第5シリーズ 第7話「危険な関係」（1995年） - 井筒屋
- 刑事貴族（NTV / 東宝）
  - 刑事貴族 第37話「今日、刑事が死んだ」（1991年） - 斉木課長（検察庁）
  - 刑事貴族2 第39話「幸福の向こう側」（1992年） - 相沢昭二
- 大岡越前（TBS / C.A.L）
  - 第12部 第22話「命がけの婿入り志願」（1992年3月16日） - 徳松
  - 第14部 第2話「罪を前払いした男」（1996年6月24日） - 村木屋
  - 第15部 第4話「鬼を生き返らせた名医」（1998年9月14日） - 治兵衛
- 八百八町夢日記 第2シリーズ 第19話「奇妙な娘」（1992年、NTV / ユニオン映画） - 観月堂久兵衛
- 朝の連続ドラマ / 珠玉の女（1992年10月 - 1993年3月、YTV / VSO）
- 付き馬屋おえん事件帳 第2シリーズ 第1話「吉原御法度破り!」（1993年、TX / 松竹） - 千石屋
- 暴れん坊将軍シリーズ（ANB / 東映）
  - 暴れん坊将軍V 第40話「お泣き地蔵の恋」（1994年） - 福助
  - 暴れん坊将軍VI 第14話「伊賀者一代血の詫び状」（1995年） - 佐渡屋重蔵
  - 暴れん坊将軍IX 第32話「母なればこそ・椿の花は知っていた」（1999年） - 薄田任三郎
- 江戸を斬るシリーズ（TBS / C.A.L）
  - 江戸を斬るVII 第19話「弱虫駕籠屋の逆襲」（1987年） - 越後屋与之助
  - 江戸を斬るVIII 第5話「意外な目撃者」（1994年） - 幸助
- 月曜ドラマスペシャル→月曜ミステリー劇場（TBS）
  - 一色京太郎事件ノート（1995年 - 1998年、オフィス・ヘンミ） - 倉田善吉
  - 検事・沢木正夫 第1作「殺意の分岐点」（2004年、C.A.L） - 渡会警部補
- あばれ医者嵐山 第11話「きれた絆」（1995年、TX / ユニオン映画） - 小堺
- 連続テレビ小説 / 春よ、来い（1995年、NHK）
- 照柿（1995年11月12日、NHK BS2）[3]
- 刑事追う! 第18話「トカレフ」（1996年、TX / 東映）
- 事件・市民の判決（1996年、TX）
- 三毛猫ホームズの推理 女子大寮連続殺人! 密室トリックの謎!（1996年9月26日） - 富田和生
- 御家人斬九郎 第2シリーズ 第11話「あんぶれらあ」（1997年、CX / 映像京都） - 久兵衛
- 剣客商売 第1シリーズ 第10話「兎と熊」（1998年、CX / 松竹） - 村岡道歩
- 金曜エンタテイメント / 京都祇園入り婿刑事事件簿 第4作（1999年、CX） - 大友精一
- 南町奉行事件帖 怒れ!求馬II 第1話「消えた美女二人」（1999年、TBS / C.A.L） - 加島屋
- 隠密奉行朝比奈 第2シリーズ 第3話「備前岡山でもらった恋文」（1999年、CX / 東映） - 備前屋作左衛門
- 難波金融伝ミナミの帝王15「トイチの身代金」（2000年、ケイエスエス） - 近藤弁護士
- 大江戸を駈ける! 第13話「はめられた名奉行 -御成門-」（2001年、TBS / C.A.L） - 丁字屋
- 日曜劇場 / GOOD LUCK!!（2003年、TBS）
- 盤嶽の一生 第10話「二人ばんがく」（2005年、時代劇専門チャンネル）- 浮田礼二郎

### ラジオドラマ
- 青春アドベンチャー しゃばけ（2002年、NHK-FM） - 屏風のぞき